# Praha-Eden (nádraží)
Praha-Eden je nádraží, které je částí železniční stanice Praha-Vršovice. Nachází se na trati Praha – České Budějovice mezi stanicemi Praha-Vršovice a Praha-Zahradní Město. Nástupiště ve stanici se nacházejí ve výběžku území Strašnic, východně od podjezdu U Slavie – U vršovického hřbitova, severně od stanice je území Vršovic a jižně od stanice území Záběhlic. Otevření se uskutečnilo 11. prosince 2020.

## Výstavba
Výstavba začala společně s Optimalizací traťového koridoru Praha Hostivař – Praha hl.n. v roce 2018, kdy společnost Eurovia stáhla stížnost na modernizaci tratě od vinohradských tunelů po nádraží Hostivař. Stavba nádraží Eden byla součástí projektu a proto nemohla začít. Po stažení žaloby začaly na stavbě pracovat společnosti Metrostav, Swietelsky Rail a SMP.

## Umístění
Stanice je umístěna jižně od stadionu Slavie a obchodního centra Eden nad podjezdem U Slavie – U vršovického hřbitova. Napojení na MHD je zajištěno autobusy a tramvajemi, zastávka nese název Slavia-nádraží Eden.

## Uvedení do provozu
Uvedení do provozu se uskutečnilo se zahájením platnosti nového jízdního řádu dne 13. prosince 2020. Současně s otevřením stanice Praha-Eden byla zrušena zastávka Praha-Strašnice zastávka. Přístup na stanici byl zprvu po provizorních dřevěných schodech z ulice od stadionu Slavie. Během roku 2021 došlo k otevření podchodu, který umožnil přístup z obou stran kolejiště.[zdroj?]